# 陳堯光 (乾隆進士)
陳堯光（?—?），贵州都勻人，清朝政治人物、同進士出身。
乾隆三十六年（1771年）太后八旬辛卯恩科進士，三甲八十四名，后事不詳。